# Videocracy - Basta apparire
Videocracy - Basta apparire (Videocracy) è un film documentario del 2009 diretto da Erik Gandini.

## Trama
Videocracy è un'analisi di come in Italia il potere della televisione influenzi comportamenti e scelte della popolazione, essendo essa la principale fonte di informazione per la quasi totalità delle persone. Gandini focalizza l'attenzione soprattutto sull'impero mediatico di Silvio Berlusconi e su come questo sia la fonte del suo potere politico. Il documentario non approfondisce la vicenda berlusconiana ma si evolve per suggestioni, evidenziando la penetrazione sociale dei valori promossi dalla televisione commerciale.
Nel documentario, come personaggi paradigmatici della videocrazia e della perdita dei valori sociali sono presentati Lele Mora (che a fine film pronuncerà l'espressione "basta apparire" che compare come titolo) e Fabrizio Corona.

## Distribuzione
Il film è stato presentato alla 66ª Mostra internazionale d'arte cinematografica di Venezia, nella sezione delle Giornate degli Autori in collaborazione con la Settimana Internazionale della Critica. Fabrizio Corona, assente alla prima del Festival, si è in seguito riferito a Gandini come persona «brava, intelligente e furba», imputando al regista di avergli presentato il film in un modo per poi sviluppare il progetto in maniera diversa.
Rai e Mediaset si sono rifiutate di trasmettere il trailer, la prima ritenendo che il film attaccasse il governo e necessitasse quindi di un messaggio di segno opposto per garantire l'imparzialità del servizio pubblico, la seconda per ragioni di opportunità a causa della critica alla televisione commerciale in esso contenuta. Nel primo fine settimana di proiezione in Italia, il film ha riscontrato un alto successo di pubblico, pur essendo distribuito in un numero limitato di sale, 70.
Il 13 novembre 2011 il documentario è stato trasmesso in prima serata sul canale LA7. Dopo la proiezione del film è seguito il talk-show Film evento, in cui Enrico Mentana ha commentato il film con vari ospiti presenti in studio.

## Controversie
Striscia la notizia, all'inizio della sua stagione 2009-2010, annuncia la presenza di un falso storico in Videocracy - Basta apparire che, a detta del programma, ne minerebbe la credibilità. L'accusa rivolta al film è di avere attribuito erroneamente l'inizio dello sfruttamento del corpo femminile in televisione alla nascita della televisione di Silvio Berlusconi. Videocracy - Basta apparire si apre infatti con le immagini del programma televisivo Spogliamoci insieme, il primo sexy quiz della televisione italiana, che, con riferimento al Presidente del Consiglio Silvio Berlusconi, viene così commentato: «questa era la nascita della televisione del Presidente».
Spogliamoci insieme è stato un programma di Tele Torino International andato in onda dall'ottobre 1977 al febbraio 1978. Berlusconi invece inizia la sua avventura imprenditoriale in campo televisivo comprando nel 1976 Telemilanocavo, acquistando Tele Torino International solo nel 1980, due anni dopo la fine di Spogliamoci insieme, con lo scopo di acquisire le frequenze di trasmissione di Tele Torino International e dare vita al suo progetto di televisione a diffusione nazionale. Inoltre già dall'ottobre 1978 la Rai, il servizio radiotelevisivo pubblico italiano, trasmetteva programmi come Stryx, nei quali delle donne si esibivano a seno scoperto.
Erik Gandini ha così risposto alle accuse:
Da notare che già precedentemente alla messa in onda del servizio di Striscia la notizia Erik Gandini aveva detto esplicitamente in diverse interviste che le immagini all'inizio del film erano tratte da un programma di Tele Torino International.

## Riconoscimenti
- Guldbagge - 2009

Candidatura miglior documentario